# Русанда (слатинско станиште)
Русанда је слано језеро у Србији, код војвођанског места Меленци. Поред сланог језера у парку природе Русанда су значајна и слатинска станишта која представљају природно богатство огромне вредности. Ова станишта се налазе на Директиви о стаништима Европске уније као станиште које захтева неодложиву и приоритетну заштиту због велике угрожености и огромних ботаничких вредности.

## Слатине
Слатине или слана земљишта су земљишта која се налазе под утицајем алкалних соли и у којима је натријум одлучујући фактор. Слатине су хидро-халогене творевине, и у њиховом стварању прва улога припада води и солима. Слатине су земљишта која су услед процеса засољавања и алкализације, односно расољавања и деалкализације, изменила више или мање своје првобитне особине.
За екологију и пољопривреду слатине су значајна група земљишта пошто се на њима развијају посебни еколошки типови биљака- халофите. Сходно чињеници да су то врсте које су прилагођене животним условима са високим концентрацијама соли у земљишту, оне представљају ретке и специфичне заједнице а самим тим је и животињска компонента која их прати специфична. Услед велике концентрације соли у земљишту, слатине представљају неповољну средину за узгајање пољопривредних култура.
Слатине, у широком смислу, представљају комплексну групу земљишта која се, и поред неких битних заједничких особина, међу собом у много чему разликују, тако да се може издвојити неколико њихових типова. Једна од главних особина слатина је њихов садржај у алкалним солима, мада у погледу врсте и концентрације тих соли постоје велике разлике.
На основу процеса који владају у њима, концентрације и карактера соли као и физичких особина, типичне слатине се могу поделити на три групе:
солончак — слана земљишта богата водорастворљивим солима. Могу се поделити на сланице (доминирају хлориди и сулфати), содњаче (доминира сода) и солитерњаче (доминирају нитрати).
солоњец — слана земљишта у којима су штетне соли у већој или мањој мери испране, док је адсорптивни комплекс засићен претежно На-јонима.
солођ — у њима је из адсорптивног комплекса истиснут и натријум, и то јонима водоника или неким другим.

## Положај
Слатинска станишта, иако изузетно богата природним вредностима, према суми њихових површина доминирају међу стаништима у Војводини које карактерише недовољна законска заштита. Русанда највеће заслањено језеро у Србији, заједно са Сланим коповом и Окањ баром представља део очуваног и еколошки функционалног комплекса заслањених језера и ливада у банатском Потисју. Слатинска станишта и језеро Русанда се налазе у оквиру парка природе Русанда које се налази у близини Зрењанина и Новог Бечеја.

## Биљни свет
На подручју Русанде забележен је велики диверзитет биљних врста, у оквиру кога се издвајају васкуларне биљке (235 таксона). Највећи број забележених врста спада у строго заштићене врсте, у складу са Правилником о проглађењу и заштити строго заштићених и заштићених дивљих врста биљака, животиња и гљива. Нарочито значајне биљне врсте су: .
- Слатински цвет
- - панонски звездан
- - панонски звездан - ахенија са папусом

## Животињски свет
Простор Русанде представља и једну од најзначајнијих станица за сеобу птица водених станишта (посебно шљукарица Charadriiformes) у Војводини и на миграторном коридору који следи ток Тисе, као и важно место гнеђжења бројних врста специфичних за слана језера и заслањене мочваре, међу којима се истичу сабљарка (Recurvirostra avosetta) и властелица (Himantopus himantopus). Слатинске ливаде у њеној околини значајно су станиште текунице (Spermophilus citellus)
- Текуница
- Ждралови

## Значај подручја
Значај и еколошке функције овог подручја су многобројне. То је један од неколико преосталих локалитета са веома добро израженом комбинацијом предеоних елемената: заслањеног језера и припадајуће халофитске вегетације( вегетација заслањених земљишта), окружених мозаиком очуваних и делимично очуваних ливадско-степских, мочварних и пољопривредних станишта у Србији, који садржи веома велико богатство биљног и животињског света специфичног за панонска слана језера.
Простор Русанде има и коридорску функцију, обезбеђујући физичку везу између сланих језера и заслањених ливадских станишта суседних подручја које спаја, формирајући тако средиште слатинско-степског коридора у банатском Потисју.

## Фактори угрожавања слатинских станишта

##### Фрагментација
Површине под природном вегетацијом су изузетно мале, те се на њима не могу одвијати природни процеси и опстати стабилне популације. Обрађене површине у заштитној зони између природних фрагмената онемогућавају кретање ситних животиња и отежавају разношење семена и плодова. Тако су све више угрожене популације ретких врста, јер на малим просторима живе мале популације које поседују само део варијабилности генетског фонда врсте, па је и њихова отпорност смањена. Осим тога на малим површинама нема довољно простора за спонтане сукцесије што доводи до смањења диверзитета.

##### Маргинални утицај
Велика је додирна зона природне вегетације са обрађеним површинама и са линијама саобраћаја, што помаже продор инвазивних врста. С друге стране унутрашњи, неометани делови су мале површине или потпуно недостају, што је у супротности са потребама животињских врста за неометаним стаништем.

##### Антропогени утицаји
Данас су на овом природном добру све разноврсније делатности које директно или индиректно угрожавају опстанак природних реткости и укупне природне вредности подручја. Добар део природних екосистема човек је до данас, поступно уништавао у циљу добијања пољопривредних површина. Предео је нарушен првенствено због претварања слатинских станишта у њиве.

##### Деградација услед неадекватног коришћења
На првом месту се истиче претерана испаша а потом и неадекватно кошење ливада
- Исушено корито језера Русанда током летњих врућина
- Исушено корито језера Русанда током летњих врућина